# NGC 5062/2
NGC 5062/2 је елиптична галаксија у сазвежђу Кентаур која се налази на NGC листи објеката дубоког неба.
Деклинација објекта је - 35° 26' 43" а ректасцензија 13h 18m 19,2s. Привидна величина (магнитуда) објекта NGC 5062 износи 14,5 а фотографска магнитуда 15,5.